# Nordstormarn
Nordstormarn é um Amt (subdivisão administrativa) no distrito de Stormarn em Schleswig-Holstein, Alemanha. Ela está situada próximo da cidade de Reinfeld.
No Amt de Nordstormarn, pertencem os seguintes municípios:
1. Badendorf
2. Barnitz
3. Feldhorst
4. Hamberge
5. Heidekamp
6. Heilshoop
7. Klein Wesenberg
8. Mönkhagen
9. Rehhorst
10. Wesenberg
11. Westerau
12. Zarpen